# フィル・ジョアノー
フィル・ジョアノー（Phil Joanou、1961年11月20日 - ）は、アメリカ合衆国の映画監督、ミュージックビデオ監督。カリフォルニア州ロサンゼルス郡ラ・カナダ・フリントリッジ出身。
U2のミュージックビデオを多く手がけ、彼らを描いたドキュメンタリー映画『魂の叫び』も監督している。主に『ステート・オブ・グレース』などのサスペンス・スリラー映画を撮っている。また、1979年の映画『スタートレック』には視覚効果コンサルタントとして参加している。

## 主な作品
- 世にも不思議なアメージング・ストーリー Amazing Stories (1985 - 1986) テレビドラマ、2話分
- タイムリミットは午後3時 Three O'Clock High (1987)
- 魂の叫び Rattle and Hum (1988)
- ステート・オブ・グレース State Of Grace (1990)
- 愛という名の疑惑 Final Analysis (1992)
- ヘブンズ・プリズナー Heaven's Prisoners (1996)
- ウィズアウト・ユー Entropy (1999) 脚本も
- ギャングスターズ 明日へのタッチダウン Gridiron Gang (2006)
- The Punisher: Dirty Laundry (2012) 短編映画
- ジェシカ・アルバ ヘブンズ・ベール 死のバイブル The Veil (2016)